# Relaciones Haití-República Dominicana
Las relaciones Haití de República Dominicana son las relaciones internacionales entre Haití y la República Dominicana. Estos dos países coexisten en la isla de La Española, parte del archipiélago de las Antillas Mayores en la región del Caribe. El nivel de vida en la República Dominicana es considerablemente más alto que en Haití. Hay profundas diferencias culturales que contribuyen al prolongado conflicto haitiano-dominicano.

## Historia

### Pre-independencia

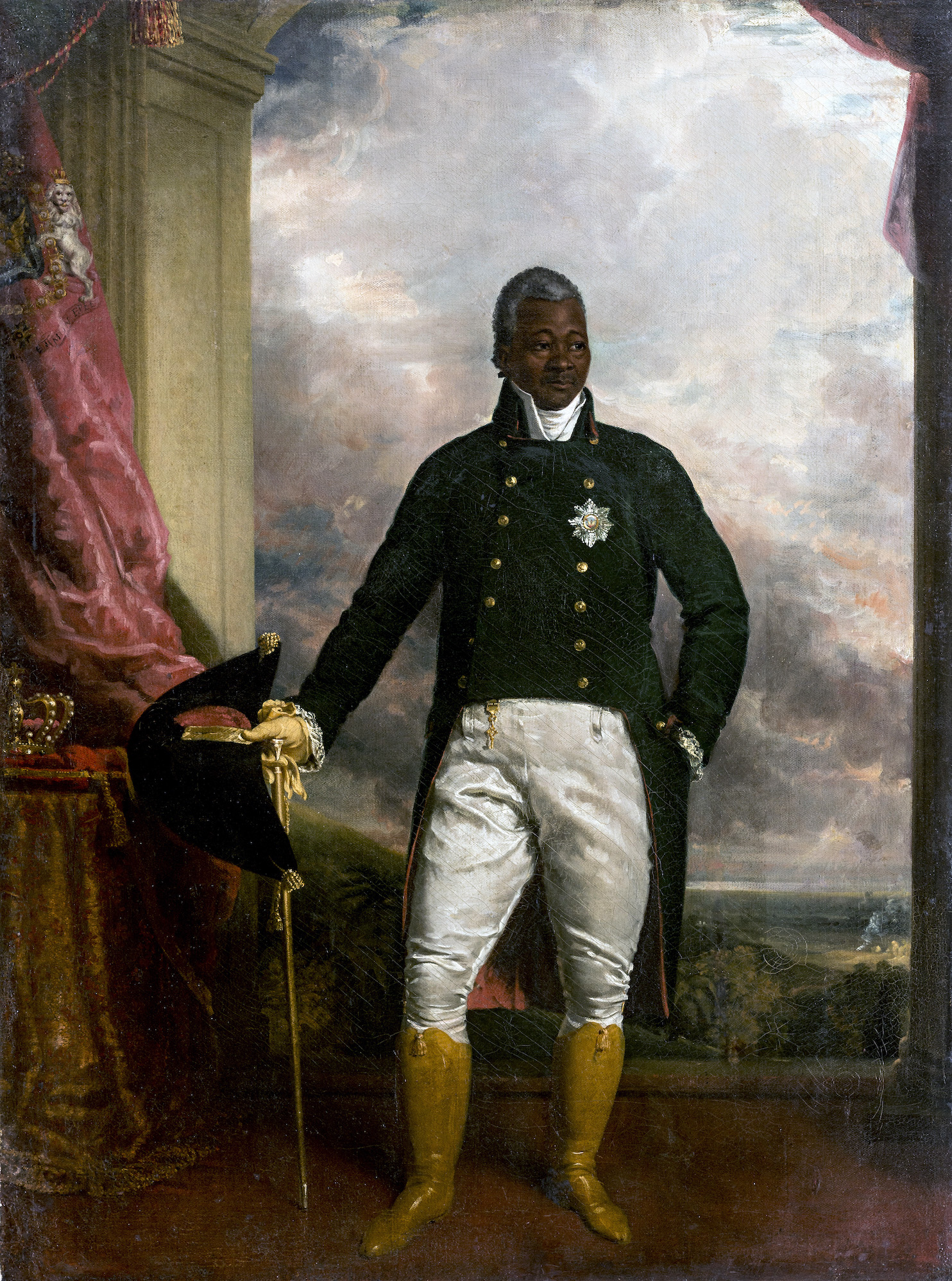
Henri Christophe fue el líder clave de la Revolución Haitiana.

Las luchas comenzaron durante la época colonial y se han convertido en un conflicto casi constante entre los dos gobiernos. La división política de la isla de La Española se debe en parte a la lucha europea por el control del Nuevo Mundo durante el siglo XVII, cuando Francia y España comenzaron a luchar por el control de la isla. Resolvieron su disputa en 1697 dividiendo la isla en dos países. No fue hasta el siglo XIX que Haití se independizó de Francia, el 1 de enero de 1804. Santo Domingo, predecesor de la República Dominicana, se independizó de España el 1 de diciembre de 1821, después de más de 300 años de dominio español.

### El Degüelle de Moca y Santiago
En febrero de 1805, las fuerzas haitianas, bajo control de Jean Jacques Dessalines, invadieron de la ruta del sur en la oposición del raid de esclavos aprobado francés. Incapaz de dominar a la defensa hispano-francesa e intimidado por la llegada de una flota francesa en apoyo de Borgella en Santo Domingo, el ejército de Dessalines junto con Henri Christophe irrumpieron a través de los pueblos Santiago de los Caballeros y  Moca, mientras que Alexandre Pétion invadió Azua. En su retiro de Santo Domingo, Dessalines llegó a Santiago el 12 de abril de 1805. Mientras que en Santiago, las fuerzas haitianas prendieron fuego a la ciudad, incluyendo iglesias y conventos. El ejército mató aproximadamente a 400 habitantes incluyendo a algunos sacerdotes y llevó prisioneros a Haití. Más personas fueron asesinadas por órdenes de Dessalines en las porciones francesas de la isla, incluyendo las ciudades de Monte Plata, Cotuí y La Vega, y aproximadamente 500 personas de la ciudad norteña de Moca. Gaspar de Arredondo y Pichardo escribió: "40 niños [dominicanos] fueron degollados en la iglesia de Moca y los cuerpos encontrados en el presbiterio, que es el espacio que rodea el altar de la iglesia ..." Los supervivientes de las incursiones huyeron a lugares occidentales incluyendo Higüey a través de Cotuí así como a otros territorios de las Antillas españolas.

### Independencia Efímera y la Invasión Haitiana (1821-1844)
El 9 de noviembre de 1821 la colonia española de la isla La Hispaniola, Santo Domingo, fue derrocada por un grupo de rebeldes al mando de José Núñez de Cáceres, exadministrador de la colonia, al proclamar la independencia de la corona española el 1 de diciembre de 1821. La nueva nación era conocida como República del Haití Español  bajo el protectorado de la República de Colombia, la nueva República establecida por Simón Bolívar. En esta se designa a José Núñez de Cáceres presidente del naciente Estado.

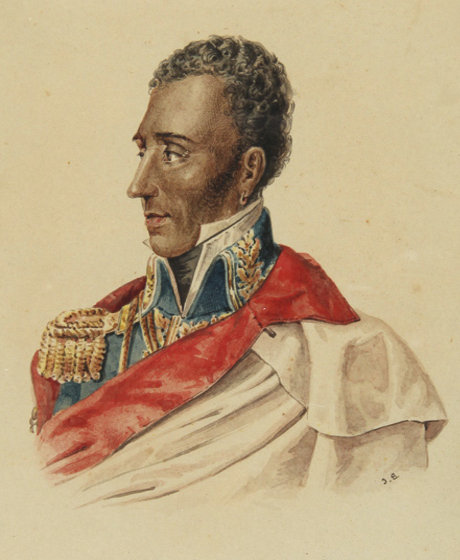
Jean-Pierre Boyer, el gobernante mulato de Haití.

Un grupo de militares dominicanos prefirió unir a la nación recién independiente con Haití, mientras buscaban la estabilidad política bajo el presidente haitiano Jean-Pierre Boyer. Los dominicanos no sabían que Boyer hizo una concesión con los franceses, y accedió a pagar a Francia por el territorio perdido de Haití. Boyer acordó pagar una suma de 150 millones de francos (más del doble de lo que Francia había cobrado a los Estados Unidos por el mucho más grande territorio en 1803), por lo que los haitianos serían obligados a pagar para mantener su libertad de los franceses.
Durante veintidós años de ocupación haitiana, los haitianos implementaron lo que algunos dominicanos consideraban un brutal régimen militar. El uso de la lengua francesa sobre el español se aplicó, y el ejército cerró la Universidad Santo Tomás de Aquino. Además, el ejército haitiano confiscó todas las tierras y propiedades de la iglesia e impuso el servicio militar obligatorio. Este tiempo difícil para los dominicanos creó conflictos culturales en idioma, raza, religión y tradición nacional entre los dominicanos y los haitianos. Muchos dominicanos desarrollaron un resentimiento hacia los haitianos, a quienes veían como opresores.
Con el fin de recaudar fondos para la enorme indemnización de 150 millones de francos que Haití acordó pagar a los antiguos colonos franceses y que posteriormente se redujo a 60 millones de francos, Haití impuso fuertes impuestos a los dominicanos. Dado que Haití no pudo abastecer adecuadamente a su ejército, las fuerzas de ocupación sobrevivieron en gran parte al requisar alimentos y suministros a punta de pistola. Los intentos de distribución de la tierra entraron en conflicto con el sistema de la tenencia comunal de la tierra (terrenos comuneros), que había surgido con la economía de la ganadería, y los esclavos nuevamente emancipados resentían ser obligados a cultivar cosechas comerciales bajo Boyer ' 'Código Rural' '. En las zonas rurales, la administración haitiana era generalmente demasiado ineficiente para hacer cumplir sus propias leyes. Fue en la ciudad de Santo Domingo donde se sintieron los efectos de la ocupación y fue allí donde se originó el movimiento por la independencia.
La constitución de Haití también prohibió a las élites blancas poseer tierras, y las principales familias terratenientes fueron privadas de sus propiedades. La mayoría emigró a Cuba, Puerto Rico, o Gran Colombia, generalmente con el estímulo de funcionarios haitianos que adquirieron sus tierras. Los haitianos, que asociaban a la Iglesia católica con los esclavistas franceses que los habían explotado antes de la independencia, confiscaron todas las propiedades de la Iglesia, deportaron a todo el clero extranjero y cortaron los lazos del clero restante con la Santa Sede. La Universidad de Santo Domingo, que carecía tanto de estudiantes como de maestros, tuvo que cerrar, y por lo tanto el país sufría de un caso masivo de huida de capital humano.
Aunque la ocupación eliminó efectivamente la esclavitud colonial e instaló una constitución modelada después de la Constitución de los Estados Unidos en toda la isla, varias resoluciones y disposiciones escritas estaban expresamente destinadas a convertir a los dominicanos promedio en ciudadanos de segunda clase: restricciones de movimiento, prohibición de correr, la prohibición de las organizaciones civiles y el cierre indefinido de la universidad estatal (por los supuestos motivos de ser una organización subversiva) condujeron a la creación de movimientos que abogaban por una separación forzada de Haití sin compromisos.

### Guerra de Independencia Dominicana (1843-1849)
Durante la Guerra de Independencia Dominicana los dominicanos lucharon contra la ocupación haitiana. El 27 de febrero de 1844, los dominicanos, dirigidos por Juan Pablo Duarte, junto con Francisco del Rosario Sánchez y Matías Ramón Mella, obtuvieron la libertad del gobierno haitiano, dando así nacimiento a la República Dominicana, una nación autosuficiente establecida sobre los ideales liberales de un gobierno democrático.
Después de ganar la guerra y expulsar a la fuerza la ocupación haitiana del país, los nacionalistas de la República Dominicana tuvieron que luchar contra una serie de intentos de invasión al mando del "emperador" haitiano Faustin Soulouque 1844 a 1856. Los soldados haitianos harían ataques incesantes para intentar recuperar el control del territorio, pero estos esfuerzos no sirvieron para nada, ya que los dominicanos iban a ganar decisivamente cada batalla de ahora en adelante. Desde entonces, las relaciones dominico-haitianas han sido inestables.

### Masacre del Perejil (1937)
En 1937, afirmando que Haití estaba abrigando a sus antiguos opositores dominicanos, Rafael Trujillo ordenó un ataque a la frontera, matando a decenas de miles de haitianos mientras intentaban escapar. El número de muertos es aún desconocido, aunque ahora se calcula entre 12 000 y 15 000.

## Actualmente

### Factores económicos y culturales

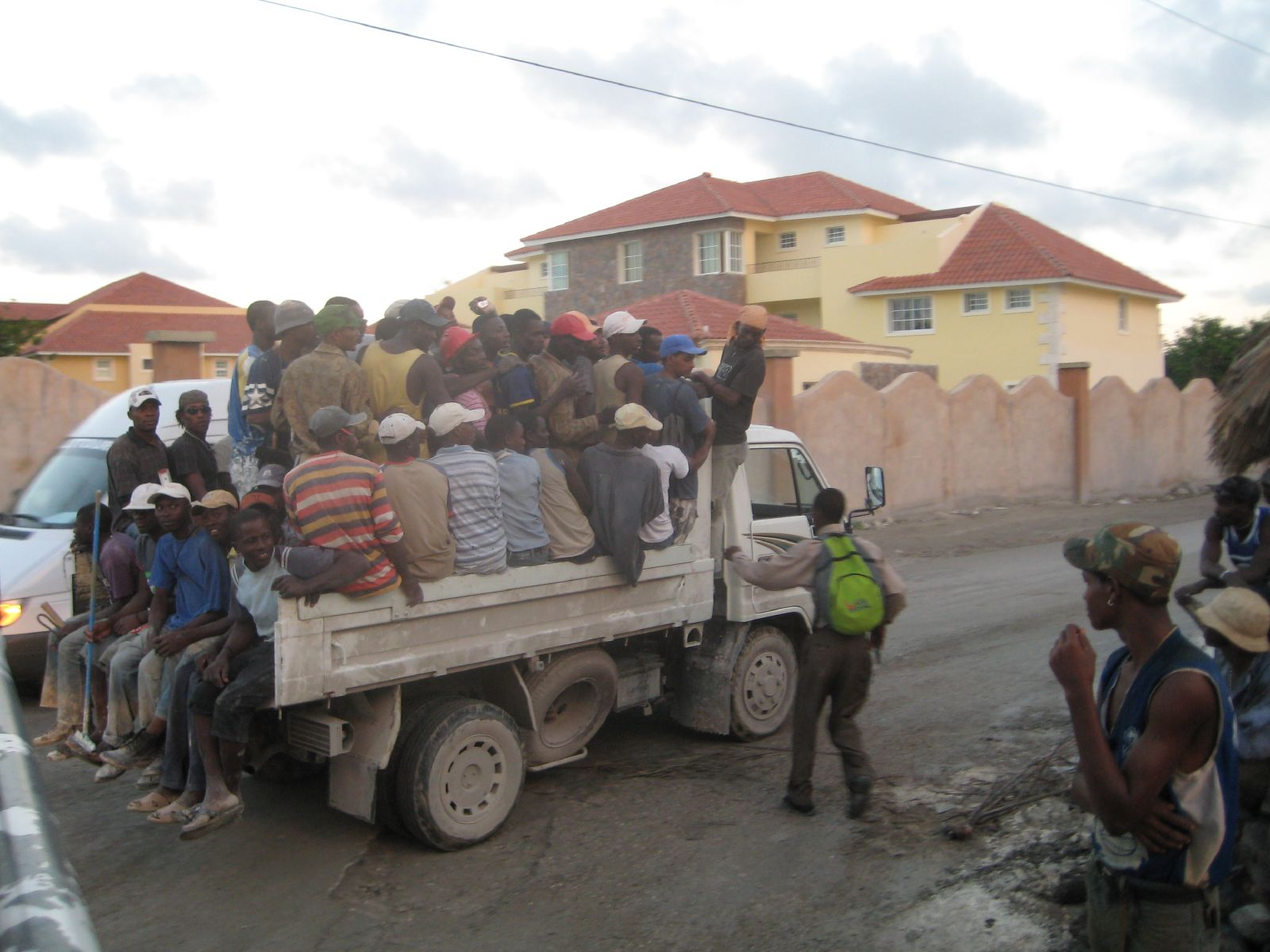
Trabajadores haitianos siendo transportados en Macao, Punta Cana, República Dominicana.

A mediados del siglo XX, las economías de los dos países eran comparables. Desde entonces, la economía dominicana ha crecido mientras la economía haitiana ha disminuido. La desaceleración económica en Haití ha sido el resultado de factores tales como luchas de poder interno, rápido crecimiento demográfico, degradación ambiental y embargos comerciales. Hoy en día, Haití es el país más pobre del hemisferio occidental. Hay una falta de recursos, y la densidad de población de Haití supera con creces a la de sus vecinos. A pesar de las misiones de envío de las Naciones Unidas desde los años noventa, para mantener la paz persisten terribles condiciones.
Uno de los mayores contribuyentes a la disonancia cultural es la barrera del idioma, ya que el español es el idioma principal que se habla en la parte oriental de La Española (República Dominicana), mientras que el francés y el creole haitiano se hablan en la parte occidental (Haití). La raza es otro factor determinante de las relaciones dominico-haitianas. La composición étnica de la población dominicana es 73% mixta, 16% blanca y 11% negra; 
el 95% de la población haitiana es negra.
La economía dominicana es también más de 600% mayor que la economía haitiana. El PIB (PPP) per cápita estimado es de USD 1300 en Haití y USD 8200 en República Dominicana.
La divergencia entre el nivel de desarrollo económico entre Haití y la República Dominicana hace que su frontera sea la que tenga el mayor contraste de todas las fronteras del mundo occidental y es evidente que la República Dominicana tiene uno de los mayores problemas de migración ilegal en las Américas.

### La migración haitiana en la República Dominicana

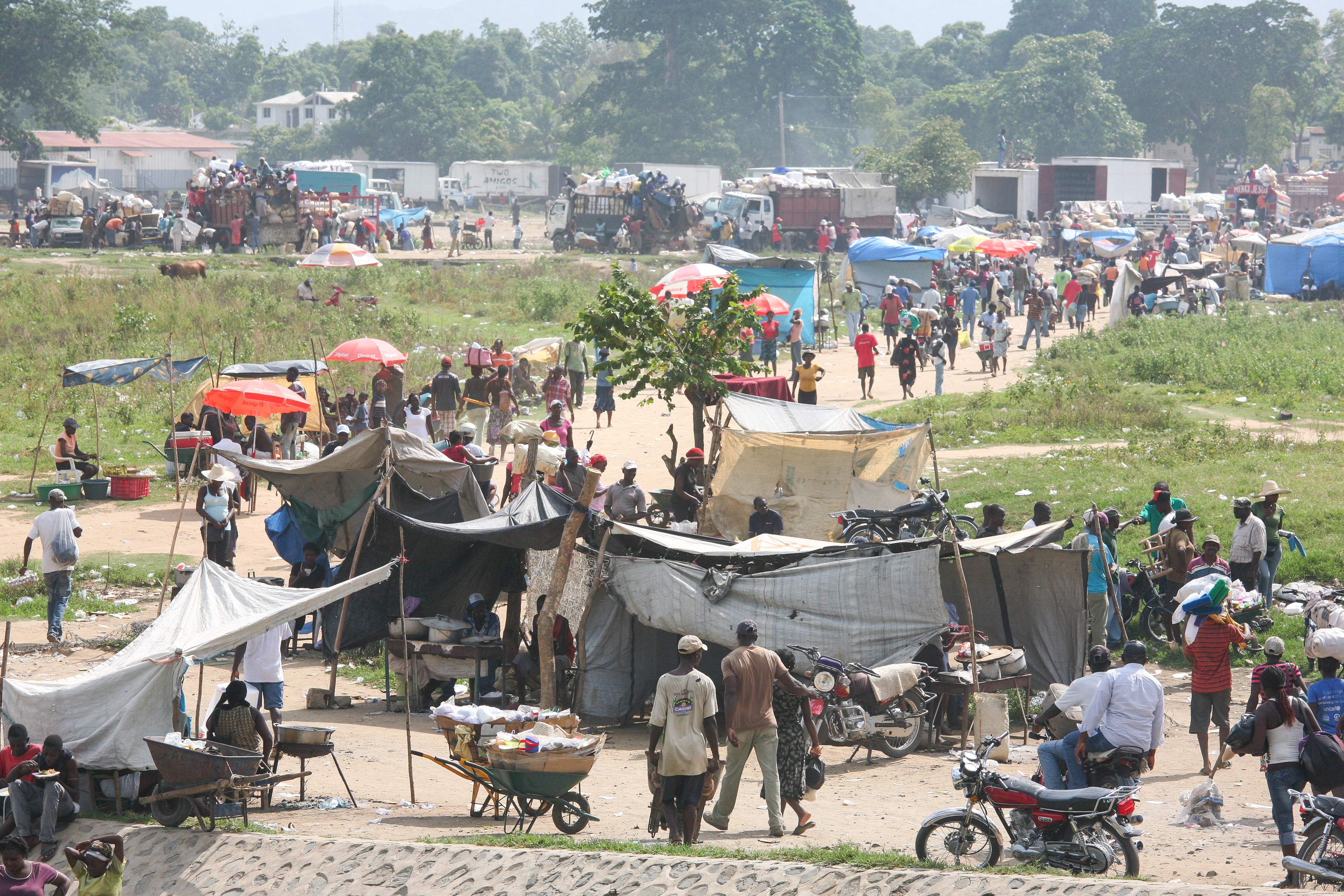
Haitianos en la frontera entre Haití y la República Dominicana.

Existe cierta cooperación transfronteriza en áreas como salud, negocios e infraestructura. Muchos haitianos viajan a la República Dominicana para encontrar trabajo estacional o a largo plazo para enviar remesas a sus familias. Algunos de estos trabajadores haitianos, así como dominicanos de ascendencia haitiana han denunciado quejas de discriminación contra ellos por parte de la población mayoritaria dominicana. Otros haitianos que buscan trabajo, en cambio permanecen en Haití, temiendo discriminación en el otro lado de la frontera.
La migración ha estado ocurriendo desde la década de 1920, cuando los obreros haitianos fueron activamente animados a trabajar en la floreciente industria azucarera dominicana. Con la modernización de la década de 1960, se requirió menos trabajadores y otras industrias y servicios dominicanos empezaron a emplear a más trabajadores haitianos, a menudo una fuente de mano de obra menos costosa y menos regulada con menos protecciones legales. Muchas mujeres haitianas encuentran trabajo en hogares dominicanos y hombres haitianos en obras dominicanas, lo que a menudo lleva al traslado de toda una familia.
Un gran número de trabajadores haitianos emigrados han continuado viviendo en la República Dominicana durante varias generaciones. Los dos gobiernos no han podido llegar a un acuerdo sobre un marco legal para abordar la nacionalidad de estos descendientes, dejando a un millón de personas de ascendencia haitiana en la República Dominicana efectivamente apátridas, restringiendo su acceso a la salud, educación y oportunidades de empleo.
Aunque la migración de Haití a la República Dominicana es económicamente beneficiosa para ambos países, es uno de los principales factores que contribuyen a la tensión entre ambos países; La inmigración ilegal de Haití resuena la alta disonancia con el pueblo dominicano. Ha llevado a los sentimientos anti-haitianos y la desconfianza hacia el pueblo haitiano. Otro problema con la migración haitiana hacia la República Dominicana es que desdibuja la línea de la ciudadanía. Este factor de migración afecta no solo a la economía dominicana, sino también a su cultura.
Muchos han observado que hay una clara distinción entre dominicanos y haitianos en la República Dominicana. Los dos grupos de personas no funcionan como una entidad y hay muchos factores que contribuyen a esas tensiones. Algunos dominicanos ven a los haitianos en la República Dominicana como una invasión de su propio espacio en el que han luchado mucho tiempo y difícilmente vivir. Algunos dominicanos consideran a los haitianos como menos y creen que solo están destinados a trabajar en la República Dominicana. Hay un fuerte sentido de orgullo dominicano en la República Dominicana, y muchas veces, los haitianos no pueden encajar en su cultura o modo de vida. Muchas de estas creencias actuales han sido influenciadas por el viejo dictador dominicano, Rafael Trujillo.
Rafael Trujillo tenía una aversión potente hacia el pueblo haitiano y le hizo su misión de distinguir claramente entre la República Dominicana y Haití. A Trujillo no le gustaba la piel oscura y se dirigía a cualquier persona de tez oscura que parecía ser haitiana. En 1937, Rafael Trujillo llevó a cabo la Masacre de Perejil en la que buscaba destruir a cualquier persona que parecía lo suficientemente oscura como para ser haitiana y cualquiera que no pudiera rodar el "r" en "perejil", palabra española para perejil. Esta drástica ocurrencia hizo de la República Dominicana un lugar muy sangriento y desagradable. Muchos todavía consideran la Masacre Perejil como un tiempo devastador de horror y desprecio hacia la gente de piel oscura. Incluso sin Trujillo en el poder, algunos todavía llevan estas connotaciones negativas en sus cabezas y se acercan a los haitianos con ira y desprecio.

### El terremoto de 2010 en Haití
Después del devastador terremoto del 12 de enero de 2010, incontables haitianos huyeron a través de la frontera para escapar de los efectos del terremoto. El gobierno dominicano fue uno de los primeros en enviar equipos para ayudar a distribuir alimentos y medicinas a las víctimas y facilitó a los haitianos obtener visas para recibir tratamiento en hospitales dominicanos. Los suministros fueron transportados a Haití a través de la República Dominicana, y muchos haitianos heridos fueron tratados en hospitales dominicanos. Virtualmente, cada nivel de los esfuerzos dominicanos ayudó a su país vecino.
Los refugiados haitianos también fueron acogidos y apoyados por muchos dominicanos, aunque las relaciones se deterioraron debido a que los refugiados permanecieron en la República Dominicana. Esto ha llevado a la preocupación de algunos dominicanos que consideran que los refugiados del terremoto contribuyen al aumento de la delincuencia, el hacinamiento, el cólera y el desempleo. Se ha atribuido cada vez más discriminación al número masivo de refugiados haitianos en la República Dominicana. Durante los últimos años, las tensiones han aumentado, lo que ha llevado a la Organización Internacional para las Migraciones a ofrecer a los haitianos 50 dólares estadounidenses por persona, además de asistencia adicional para la reubicación a Haití. Más de 1500 han aceptado esa asistencia y han regresado.

## Deportes
Las federaciones de béisbol de la República Dominicana y Haití han acordado desarrollar y promover el béisbol en Haití (especialmente en la frontera), sobre la base de que el deporte es un elemento de desarrollo para fomentar la paz, así como fortalecer la amistad y el respeto mutuo entre los dos pueblos. Con el apoyo del Ministerio Dominicano de Deportes, el presidente de la Federación Dominicana de Béisbol (FEDOBE) se mostró agradecido y dijo que "permite a nuestra federación cumplir el sueño de ayudar a Haití en el béisbol". Se ha comprometido a poner a la Federación Haitiana de Béisbol en relación con las organizaciones internacionales. Los entrenadores serán enviados a Haití para cursos técnicos, árbitros y anotadores por parte de la Federación Dominicana de Béisbol, mientras que la Federación Haitiana apoyará la logística en los programas de entrenamiento.

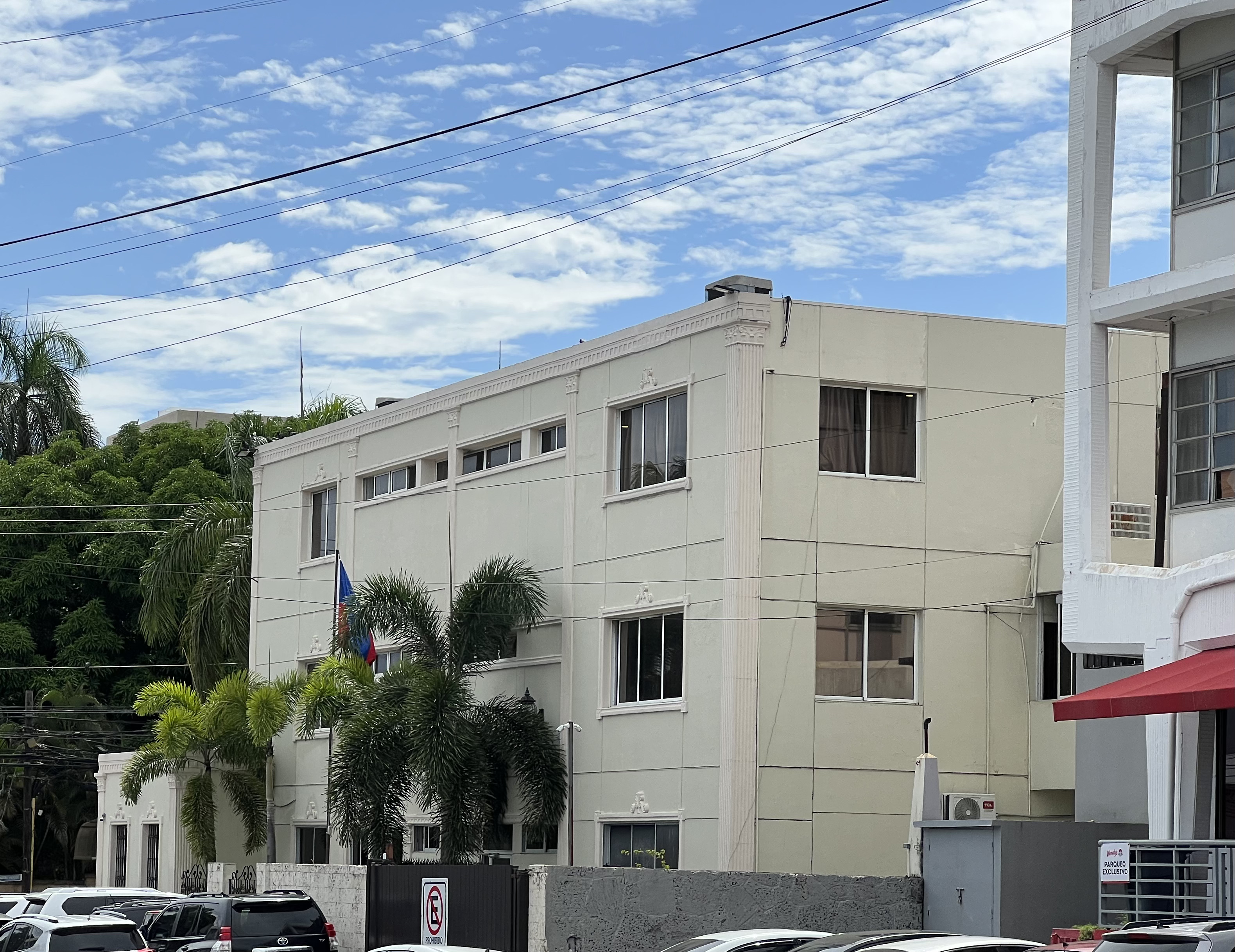
Embajada de Haití en Santo Domingo

## Misiones diplomáticas
- Haití tiene una embajada en Santo Domingo y consulados-generales en Barahona, Dajabón, Higüey y Santiago.
- República Dominicana tiene una embajada en Puerto Príncipe y consulados-generales en Anse-à-Pitre y Ouanaminthe y un consulado en Belladère.